# Crinipus
Crinipus é um gênero de traça pertencente à família Brachodidae.